# Porto de Itajaí
Porto de Itajaí é um complexo portuário brasileiro localizado no município de Itajaí, no estado de Santa Catarina. É o principal porto da região, sendo o segundo maior do país em movimentação de contêineres, atuando como porto de exportação, escoando quase toda a produção do Estado.
Os principais produtos exportados são madeira, pisos cerâmicos, máquinas, açúcar, papel e fumo, e os principais produtos importados são trigo, produtos químicos, motores, têxteis, papel e pisos cerâmicos.
É administrado pela Superintendência do Porto de Itajaí, autarquia municipal da prefeitura de Itajaí. Sua área de influência é formada pelos estados de Santa Catarina, Rio Grande do Sul, Paraná, Mato Grosso, Mato Grosso do Sul e São Paulo.
Está localizado na margem direita do rio Itajaí-Açu, a cerca de 3,2 km de sua foz, no litoral norte do estado de Santa Catarina. Fica em frente ao Porto de Navegantes.

## História
Desde a metade do século XIX, Itajaí contava com trapiches para a movimentação de mercadorias e, a partir de 1905, foram desenvolvidos estudos para a definição de novas instalações portuárias para o local. Passada a enchente de 1911, a partir das obras de recuperação lideradas pelo engenheiro teuto-brasileiro Roberto Schiefler, em 17 de julho de 1912 teve início a construção de um molhe na parte sul da foz do rio Itajaí-Açu e, em 14 de maio de 1938, foi iniciada a implantação de um cais de 233m. Posteriormente, esse cais recebeu prolongamentos em 1950 e 1956, aumentando em 470m, sendo, ainda, construídos, de 1950 a 1964, quatro armazéns, um deles para carga frigorificada.
Pelo Decreto nº 58.780, de 28 de junho de 1966, formou-se a Junta Administrativa do Porto de Itajaí, que substituiu a "Inspetoria Fiscal dos Portos de São Francisco do Sul e Itajaí", na administração do Departamento Nacional de Portos e Vias Navegáveis.
Com a constituição da Empresa de Portos do Brasil S.A. (Portobrás), autorizada pela Lei nº 6.222, de 10 de julho de 1975, foi criado o órgão, a ela vinculado, Administração do Porto de Itajaí. Extinta a Portobrás em 1990, a administração do porto passou à Companhia Docas do Estado de São Paulo (Codesp). A partir de 2 de junho de 1995, por convênio de descentralização, o porto passou a ser administrado pelo município de Itajaí. Posteriormente, pelo Convênio de Delegação de 1 de dezembro de 1997, que passou a vigorar em 1 de janeiro de 1998, foi confirmado o município de Itajaí como autoridade da exploração do porto, por meio da Administradora Hidroviária Docas Catarinense (ADHOC). Por último, a Lei Municipal nº 3.513 de 6 de junho de 2000, da Prefeitura Municipal de Itajaí, transformou o órgão em autarquia municipal, com a denominação de Superintendência do Porto de Itajaí para administrar o referido porto.
Em 02 de janeiro de 2025, a Autoridade Portuária de Santos (APS), responsável pela infraestrutura pública do Porto de Santos, assumiu a administração do Porto de Itajaí, após decisão do Ministério de Portos e Aeroportos pela federalização do porto.

## Características

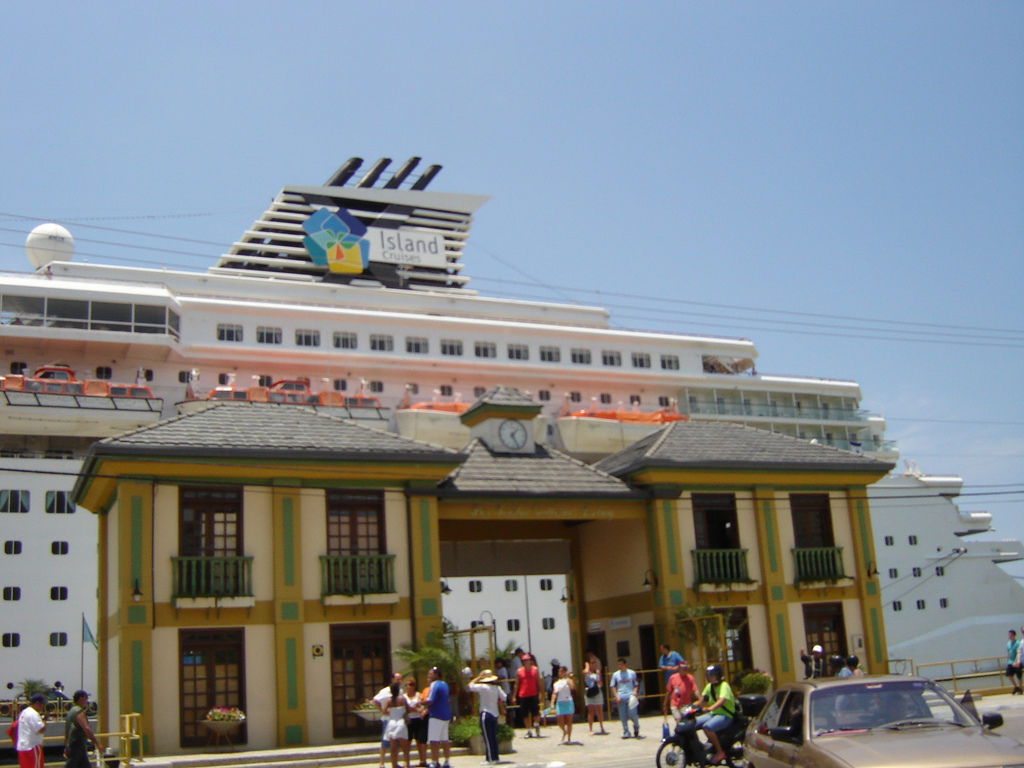
Pier de Itajaí com um navio de cruzeiro atracado.

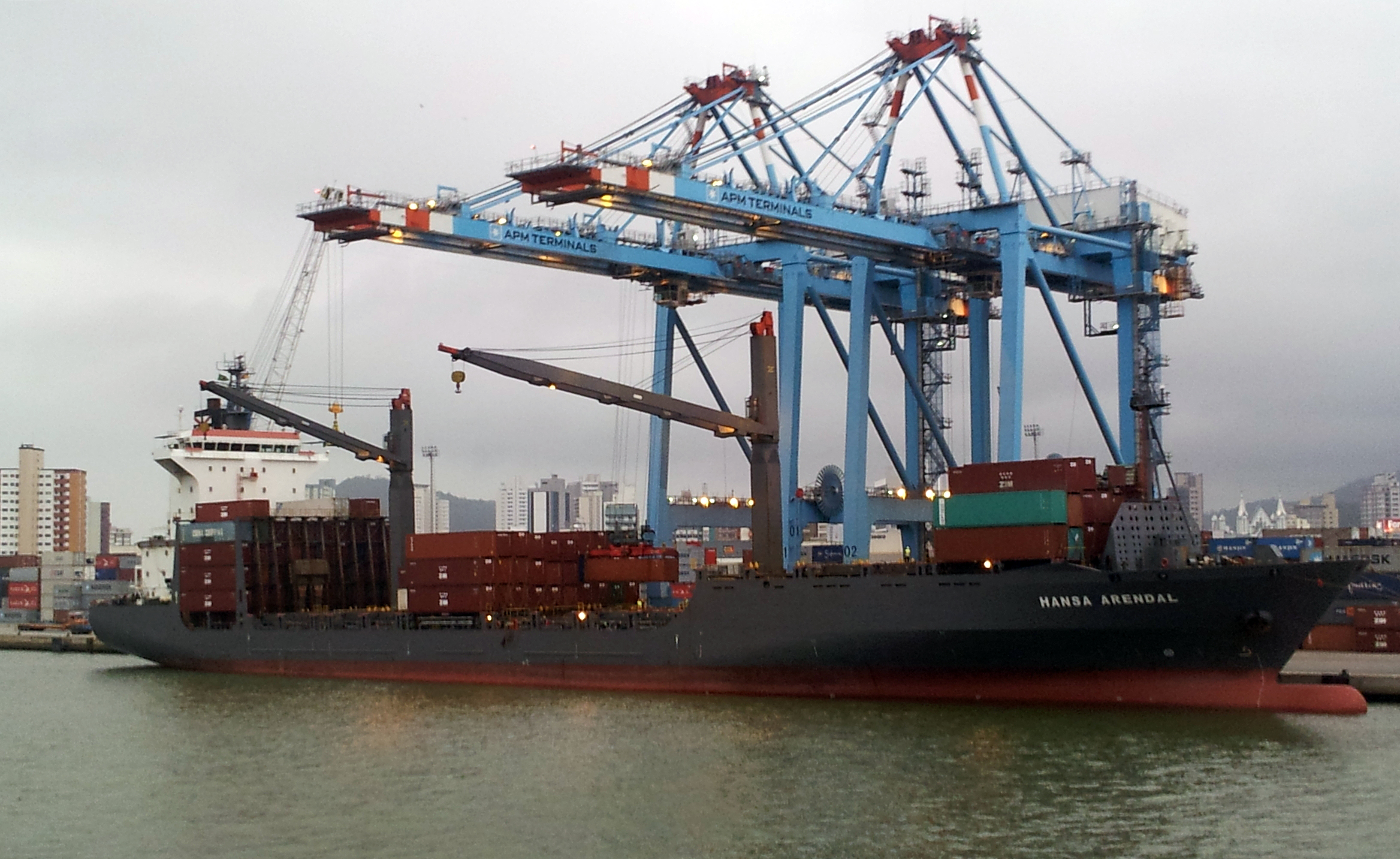
Navio de carga atracado no porto

### Área do porto organizado
Conforme a Portaria-MT nº 1.007, de 10 de dezembro de 1993 (D.O.U. de 17 de dezembro de 1993), a área do porto organizado de Itajaí, no estado de Santa Catarina, é constituída:
a) pelas instalações portuárias terrestres existentes na margem direita do rio Itajaí-Açu, desde a raiz do molhe sul até a extremidade noroeste do cais comercial, junto ao espigão de proteção existente a montante do porto, abrangendo todos os cais, docas, pontes, cais de atracação e de acostagem, armazéns, pátios, edificações em geral, vias internas de circulação rodoviária e ferroviária e, ainda, os terrenos ao longo dessas faixas marginais e em suas adjacências, pertencentes à União, incorporados ou não ao patrimônio do porto de Itajaí ou sob a sua guarda e responsabilidade;[carece de fontes?]
b) pela infraestrutura de proteção e acessos aquaviários, compreendendo áreas de fundeio, bacias de evolução, canal de acesso e áreas adjacentes a esse, até as margens das instalações terrestres do porto organizado, conforme definido no item "a" acima, existentes ou que venham a ser construídas e mantidas pela Administração do Porto ou por outro órgão do poder público.[carece de fontes?]

### Acessos
- Rodoviários – pelas SC-470/BR-470, que ligam Itajaí ao oeste catarinense, passando por Blumenau; encontram a BR-101, a 10 km do porto, e a SC-486, atingindo Brusque, estabelecendo ligação com a malha rodoviária do estado. Encontra-se em projeto a construção de uma via expressa que ligará a BR-101 diretamente à área portuária, evitando o conflito incidental do trânsito de carga e do trânsito urbano.[carece de fontes?]
- Ferroviário – não há. Existem estudos pela implantação da Ferrovia Leste-Oeste, que ligaria o porto à Argentina, cruzando o Vale do Itajaí e o Oeste Catarinense, e também da Ferrovia Litorânea, saindo de Araquari (provavelmente de Curitiba) até encontrar a malha da Ferrovia Tereza Cristina, no Sul do Estado.[carece de fontes?]
- Marítimo – a barra, na embocadura do rio Itajaí-Açu, é fixada por dois molhes, norte e sul, e contém a largura mínima de 100m e profundidade de 9 metros. O canal de acesso é constituído de um trecho externo e outro interno, com profundidades de 8m e 8,5m, respectivamente. A parte externa (canal da barra) tem cerca de 1,5 km de comprimento e largura de 100m a 150m, e a interna, 3,2 km, com largura variando entre 100m e 230m.[carece de fontes?]